# ورخنی کارانای
ورخنی کارانای (به لاتین: Verkhny Karanay) یک منطقهٔ مسکونی در روسیه است که در داغستان واقع شده‌است.